# Ливия на летних Олимпийских играх 2004
Ливия принимала участие в Летних Олимпийских играх 2004 года в Афинах (Греция) в восьмой раз за свою историю, но не завоевала ни одной медали. Сборную страны представляли 2 женщины.

## Состав олимпийской сборной Ливии

### Лёгкая атлетика
Спортсменов — 2
Мужчины
| Спортсмен            | Дисциплина | Финал     | Финал |
| Спортсмен            | Дисциплина | Результат | Место |
| -------------------- | ---------- | --------- | ----- |
| Али Мабрук эль Зайди | марафон    | 2:20,31   | 39    |

Женщины
| Спортсмен        | Дисциплина | Предварительный раунд | Предварительный раунд | Четвертьфиналы | Четвертьфиналы | Полуфиналы | Полуфиналы | Финал     | Финал     |
| Спортсмен        | Дисциплина | Результат             | Место                 | Результат      | Место          | Результат  | Место      | Результат | Место     |
| ---------------- | ---------- | --------------------- | --------------------- | -------------- | -------------- | ---------- | ---------- | --------- | --------- |
| Рувида эль Хубти | 400 м      | 1:03,57               | 42                    | Не прошла      | Не прошла      | Не прошла  | Не прошла  | Не прошла | Не прошла |